# NGC 5990
NGC 5990 este o galaxie seyfert de tip 2⁠(d) situată în constelația Șarpele. A fost descoperită în 5 mai 1785 de către William Herschel. Se află la o distanță de 58,04 de megaparseci de Pământ.